# パシャ・ハワイ

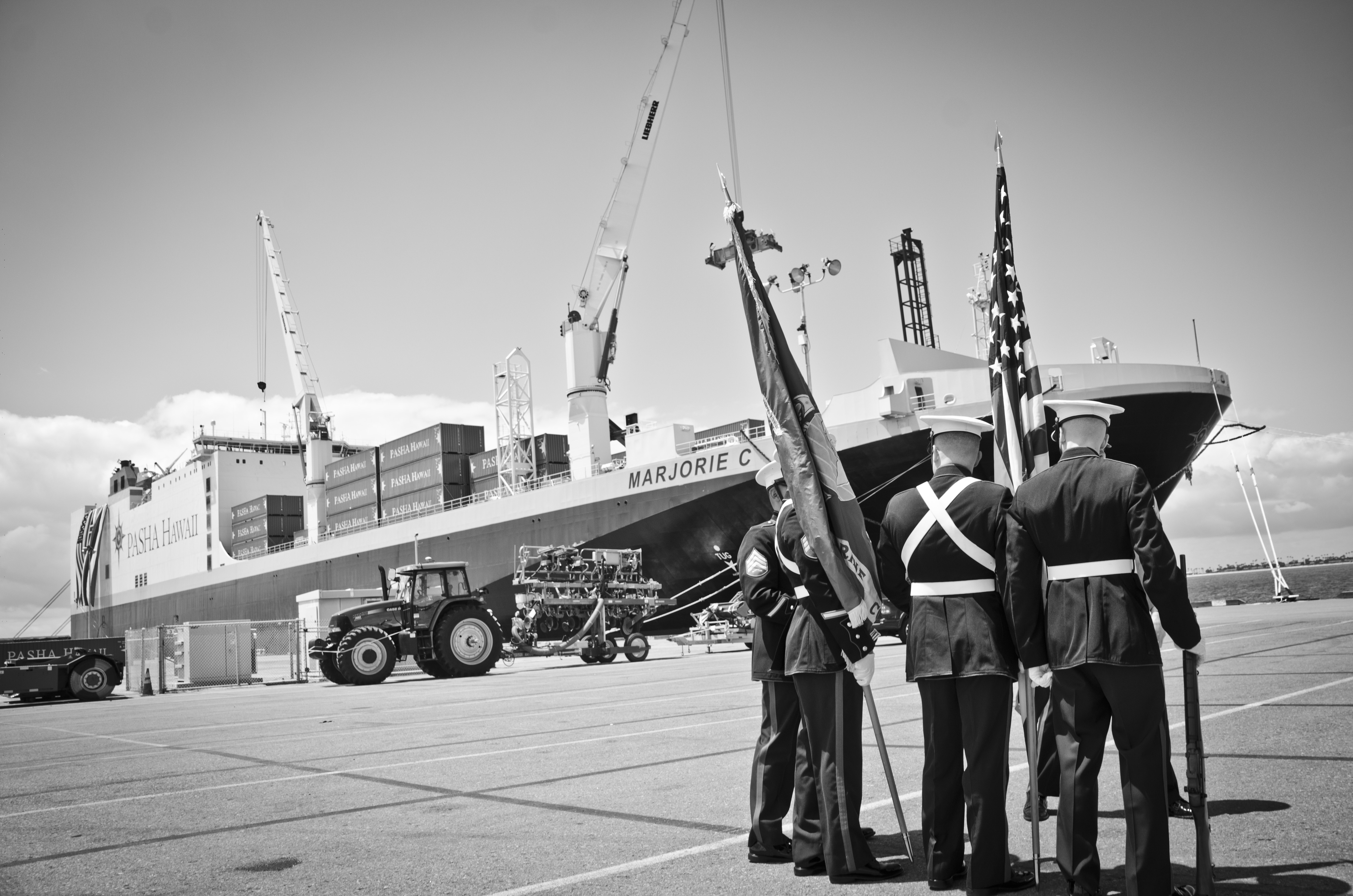
コンテナ船マージョリーC号（Marjorie C）がサンディエゴ港に到着。

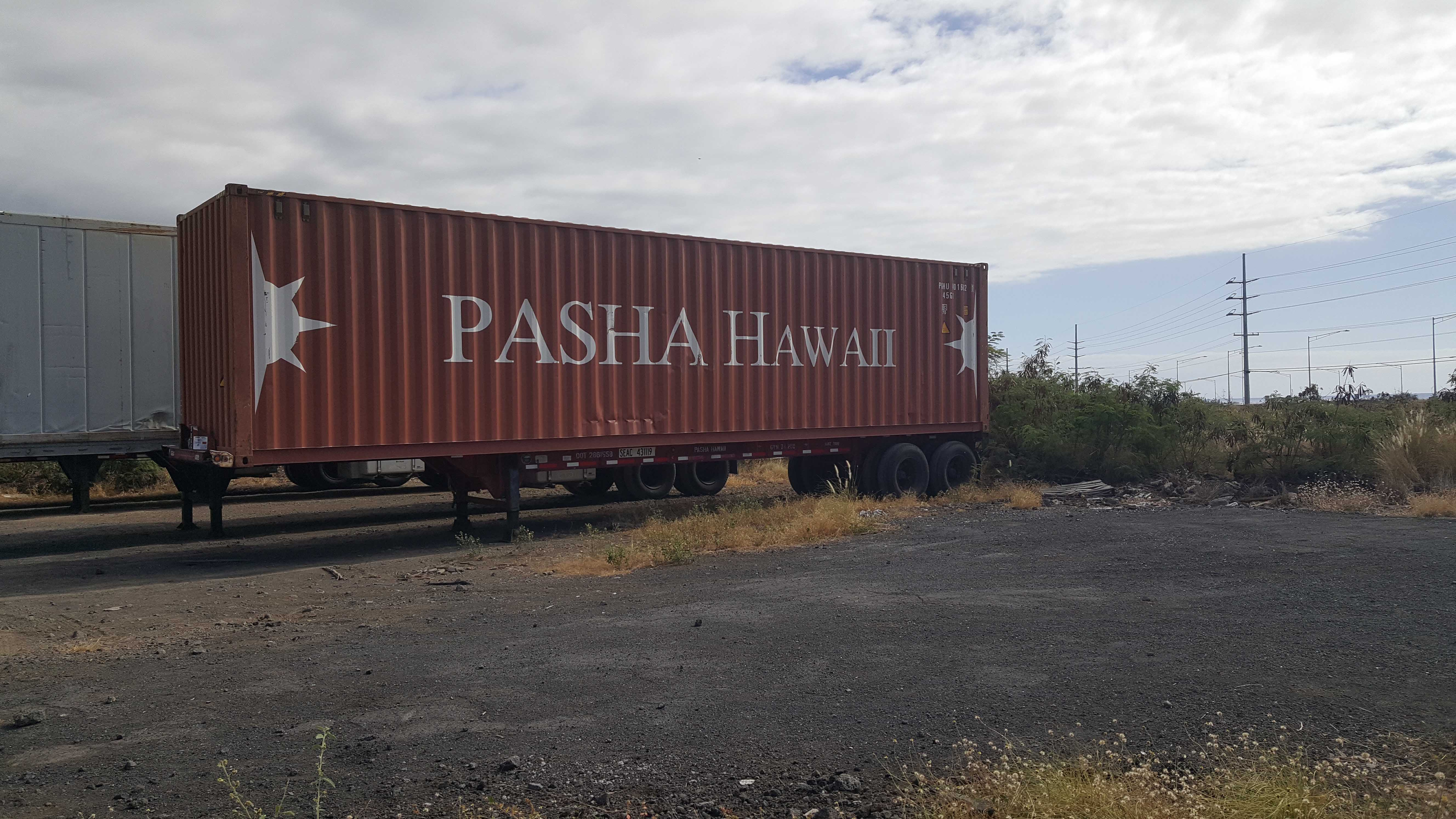
パシャ・ハワイ社の海上コンテナ（ハワイ島カイルア・コナで）

パシャ・ハワイ（英語: Pasha Hawaii）はアメリカ合衆国の運送会社で、ハワイとアメリカ大陸間の運送に従事している。カリフォルニア州サンラフェルに本部があるパシャ・グループ（Pasha Group）の傘下にある。

## 歴史
パシャ・ハワイは、1999年にホノルルに設立された。
2004年には、RO-RO船のジーン・アン号（Jean-Ann）が就航。2015年には、コンテナ船マージョリーC号（Marjorie C）が就航し、またホライゾン・ライン社（Horizon Lines）のアラスカ航路を買収した。
2017年には、パシャ・ハワイは2020年完成予定の二隻の船舶を注文しており、これで現在の6隻から8隻になる予定である。

## 競合
ハワイ中心の海運会社は他に、マトソン社、ヤング・ブラザーズ・ハワイなどがある。
ハワイ諸島内の海運は、長らくヤング・ブラザーズ・ハワイの独占であったが、パシャ・ハワイが2018年に許可されて、翌年から加わる予定。
また、サルチュック・リソーセズ社（Saltchuk Resourses）に属するTOTE海運会社（TOTE Maritime、本社：ニュージャージー州プリンストン）もハワイとアメリカ大陸間航路を2020/2021年に就航させる予定であると発表している。

## 参照項目
- マトソン社 - ハワイを中心とした国際船舶輸送会社
- ヤング・ブラザーズ・ハワイ社 - ハワイ諸島間のみの運送会社